# Воларица (митологија)
Воларица је народни назив за звијезду Сиријус присутан у митологији Словена.

## Етимологија назива
У неким крајевима се могу пронаћи и друга имена, као што су: Волујара, Свињарка и Свињаруша.

## У митологији и народним предањима
У митологији и народним предањима Воларица је звијезда која се појављује ујутро. Она знак сељацима да тада волове пуштају на пашу и да пусте свиње у жир.